# Cantó de La Machine
El cantó de La Machine és un cantó francès del departament de la Nièvre, a la regió de Borgonya-Franc Comtat. Està inclòs al districte de Nevers, compta amb set municipis i el cap cantonal és La Machine.

## Municipis
- Béard
- Druy-Parigny
- La Machine
- Saint-Léger-des-Vignes
- Saint-Ouen-sur-Loire
- Sougy-sur-Loire
- Thianges

## Història
| Data d'elecció                           | Identitat         | Partit | Qualitat |
| ---------------------------------------- | ----------------- | ------ | -------- |
| 1973-1979                                | Pierre Perronnet  | PCF    |          |
| 1979-1998                                | Paulette Lavergne | PCF    |          |
| 1998-                                    | Daniel Barbier    | PS     |          |
| les dades anteriors no són pas conegudes |                   |        |          |
|                                          |                   |        |          |

## Demografia
| A partir de 1990: Població sense dobles comptes |